# مایجو رووتسالینن
مایّو روئوتسالاینِن (انگلیسی: Maiju Ruotsalainen؛ زادهٔ ۲۵ نوامبر ۱۹۸۳) بازیکن فوتبال اهل فنلاند است.
از باشگاه‌هایی که در آن بازی کرده‌است می‌توان به باشگاه فوتبال وایله بلدکلوب اشاره کرد.
وی همچنین در تیم ملی فوتبال زنان فنلاند بازی کرده‌است.